# Allochaeta excedens
Allochaeta excedens är en tvåvingeart som beskrevs av Borgmeier 1924. Allochaeta excedens ingår i släktet Allochaeta och familjen puckelflugor. Inga underarter finns listade i Catalogue of Life.